# Dibamus kondaoensis
Espèce
Dibamus kondaoensis est une espèce de sauriens de la famille des Dibamidae. 

## Répartition
Cette espèce est endémique de l'archipel Côn Đảo dans la province de Bà Rịa-Vũng Tàu au Viêt Nam.

## Étymologie
Son nom d'espèce, composé de kondao et du suffixe latin -ensis, « qui vit dans, qui habite », lui a été donné en référence au lieu de sa découverte.

## Publication originale
- Honda, Ota, Hikida & Darevsky, 2001 : A new species of the worm-like lizard, Dibamus Duméril & Bibron 1839 (Squamata Dibamidae), from Vietnam. Tropical Zoology, vol. 14, p. 119-125 (texte intégral).